# Vivo X50系列
vivo X50系列是vivo于2020年6月1日发布的手机系列，包括vivo X50e、vivo X50、vivo X50 Pro和vivo X50 Pro+，其中X50使用的是90hz刷新率直屏，X50 Pro的主摄还有微云台防抖功能，并使用90hz刷新率曲面屏，两者均搭载高通骁龙765G处理器，而X50 Pro+还有一亿像素主摄、高通骁龙865处理器和120hz刷新率曲面屏及44w快速充电